# Formosania galericula
Formosania galericula är en fiskart som först beskrevs av Zhang och Wang 2011.  Formosania galericula ingår i släktet Formosania och familjen grönlingsfiskar. Inga underarter finns listade i Catalogue of Life.